# Lisa Vidal
Lisa Vidal Cohen (Nova Iorque, 13 de junho de 1965), é uma atriz estadunidense descendente de porto-riquenhos.

## Biografia
Os pais de Lisa Vidal emigraram de Porto Rico e se instalaram em Manhattan, Nova Iorque. Na cidade nasceram Lisa e suas duas irmãs, Christina e Tanya. Sua irmã Christina também é atriz. Após se formar no ensino fundamental, Lisa ingressou na High School of Performing Arts. Após se formar, Lisa foi trabalhar no grupo teatral La Familia Theater Company, onde também trabalharam Raul Julia e Julia Roberts. Lisa tinha apenas 14 anos de idade quando atuou na série teatral Oye Willie e, depois, teve um pequeno papel na peça Delivery Boys. Trabalhou em séries televisivas e na sitcom, como The Cosby Show. Lisa é casada com Jay Cohen desde 1990. Possui três filhos: Scott, nascido em 1992, Max nascido em 1998 e Olivia, de 2003. Lisa ainda recebeu uma carta de Steven Spielberg pelo trabalho na série policial High incident, série pela qual também recebeu indicação no prêmio NCLR Bravo Award de 1996. Vive atualmente em Los Angeles, Califórnia.

## Carreira
De 1994 a 1995 interpretou a repórter Carmen na série New York Undercover. Depois participou de algumas peças teatrais "off-Broadway", além de participar da série The Commish. Depois, fez alguns papéis em várias séries, com destaque para High Incident em 1996, como doutora Sara Morales em Third Watch de 1999-2001 e como Sandy Lopez na série Plantão Médico de 2001-2004. Atualmente, esteve no filme da HBO, Blue Diner.

## Prêmios e Nomeações
Vidal recebeu em 2006 o Prêmio da Imagen Award como "Melhor Atriz em Série de TV" por sua atuação em Odd Girl Out. Também recebeu outras nomeações: pelo NCLR Bravo Award de 1996, pelo ALMA Award em 1998, 1999 e 2002 e pela Imagen Award de 2004.

## Filmografia
Cinema e filmes feitos para TV somente (TV):
- Dark Mirror (2007) .... Deborah Martin
- Odd Girl Out (2005) (TV) .... Barbara
- Naughty or Nice (2004) (TV) .... Diana Ramiro
- Chasing Papi (2003) .... Carmen
- The Blue Diner (2001) .... Elena
- Hit and Run (1999) (TV) .... Det. Rico
- Active Stealth (1999) .... Maria
- Naked City: A Killer Christmas (1998) (TV) .... Lori Halloran
- Naked City: Justice with a Bullet (1998) (TV) .... Lori Halloran
- The Taking of Pelham One Two Three (1998) (TV) .... Babs Cardoza
- The Wonderful Ice Cream Suit (1998) .... Ramona
- The Third Twin (1997) (TV) .... Lisa
- Fall (1997) .... Sally
- Destination Unknown (1997) .... Marisol
- I Like It Like That (1994) .... Magdalena Soto
- Night and the City (1992) .... Carmen
- Nightmare Beach (1988) .... garota na piscina
- Christmas Eve (1986) (TV) .... Maria

Séries de TV:
- Smith (2006-2007) .... Valez (4 episódios)
- Numb3rs (2007) .... Jennifer Malloy
- Criminal Minds (2006) .... Gina Sanchez
- Boston Legal (2006) .... Irma Levine (2 episódios)
- Plantão Médico (2001-2004) .... Sandy Lopez (12 episódios)
- The Division (2001-2004) .... Inspetora Magdalena "Magda" Ramirez (16 episódios)
- Third Watch (1999-2001) .... Dr. Sara Morales (19 episódios)
- The Brian Benben Show (1998) .... Julie
- High Incident (1996) .... policial Jessica Helgado
- New York Undercover (1994-1995) .... Carmen (4 episódios)
- The Commish (1995) .... Connie Muldoon (2 episódios)
- Law & Order (1992) .... Lena Armendariz
- ABC Afterschool Specials (1987-1991) .... Gloria Rodriguez (2 episódios)
- Miami Vice (1988) .... Angel
- The Cosby Show (1987) .... Mrs. Miron